# Хлопці та дівчата
Хлопці та дівчата (англ. Boys and Girls) — молодіжна комедія 2000 року режисера Роберта Іскова.

## Сюжет
12-річна Дженніфер Берроуз і 12-річний Раян Вокер зустрічаються на борту літака і одразу ж сваряться.
Чотири роки потому Раян в костюмі талісмана своєї середньої школи під час перерви матчу стає об'єктом переслідування талісманом суперників і втрачає голову талісмана, яку переїхала церемоніальна машина Дженніфер. Пізніше Дженніфер знаходить Раяна і намагається втішити його, але вони знову розходяться, розуміючи, що вони занадто різні.
Через рік Раян і Дженніфер стають студентами Університету Берклі. Раян і Дженніфер починають зустрічатися після того, як її подруга розлучилася з Раяном. Вони гуляють, втішають один одного при розривах і поступово стають кращими друзями. Одного разу ввечері після чергового розриву стосунків Дженніфер сильно пригнічена, і Раян намагається її втішити. На їхній подив, вони раптово займаються сексом. Наступного ранку Дженніфер каже, що те, що сталося між ними, було помилкою. Ображений і закоханий, Раян сприймає це інакше і йде на навчання. Вони більше не спілкуються. Вже після закінчення навчання під час поїздки до аеропорту Дженніфер розуміє, що вона справді кохає Раяна. Вона наздоганяє Раяна у літаку до Лос-Анджелесу і зізнається йому в коханні на латині. Вони відновлюють свій роман там, де вперше зустрілися — в літаку.

## У ролях
| Актор                 | Роль          |
| --------------------- | ------------- |
| Фредді Принц-молодший | Раян          |
| Клер Форлані          | Дженніфер     |
| Джейсон Біггс         | Гантер / Стів |
| Аманда Детмер         | Емі           |
| Гезер Донаг'ю         | Меган         |
| Елісон Ганніґан       | Бетті         |
| Моніка                | Кейт          |
| Метт Шульц            | Пол           |

## Критика
Фільм отримав переважно негативні відгуки. На Rotten Tomatoes фільм отримав оцінку 11% на основі 63 відгуків від критиків і 50% від більш ніж 25 000 глядачів.